# José Bordalás
José Bordalás Jiménez (ur. 5 marca 1964 w Alicante) – hiszpański trener i piłkarz, grający na pozycji napastnika. Obecnie pełni funkcję trenera klubu Getafe CF.

## Kariera piłkarska
Bordalás jest wychowankiem hiszpańskiego klubu Hércules CF. W 1980 roku trafił do pierwszej drużyny tego klubu. W tym jednak klubie nie odniósł sukcesu przez co był wypożyczany wielokrotnie do innych klubów. W 1987 roku ostatecznie odszedł z Hérculesu. Po odejściu dalej błąkał się po mało znanych klubach. W 1992 roku zdecydował się zakończyć karierę piłkarską.

## Kariera trenerska
Bordalás zaczął karierę trenerską już w 1993 roku, kiedy to został trenerem rezerw Alicante CF a już rok później został szkoleniowcem pierwszej drużyny tego klubu. Jednak już po roku pożegnał się z tym stanowiskiem. Po odejściu z Alicante znów błąkał się po mało znanych klubach tym razem jako trener. W 1998 roku powrócił jednak do Alicante. Tym razem został tam na dłużej, gdyż rozstał się z nimi dopiero w 2002 roku. W 2004 roku po raz trzeci objął Alicante, tym razem trenował ich dwa lata, czyli do 2006 roku. W 2006 roku powrócił do Hérculesu tym razem w roli trenera. W 2007 roku został szkoleniowcem CD Alcoyano, gdzie pracował do 2009 roku. W 2009 roku został trenerem Elche CF. W tym klubie pracował do 2012 roku. W 2013 roku został trenerem AD Alcorcón, odszedł z niego już jednak po roku, ale po roku powrócił na to stanowisko. W 2015 roku ponownie rozstał się z Alcorcón. W 2015 roku został szkoleniowcem Deportivo Alavés, z którym, w sezonie 2015/16 wywalczył Mistrzostwo Segunda División, i awansował z nimi do Primera División, gdzie jednak nie było dane mu prowadzić tego zespołu, gdyż z powodu konfliktu z zarządem po sezonie 2015/16 odszedł z klubu. W 2016 roku został trenerem Getafe CF, które poprowadził do awansu do Primera División. Był trenerem tej drużyny do 2021. W latach 2021–2022 był szkoleniowcem C.F. Valencia. W 2023 powrócił do pracy z zespołem Getafe.